# Erioptera alboguttata
Erioptera alboguttata är en tvåvingeart. Erioptera alboguttata ingår i släktet Erioptera och familjen småharkrankar.

## Underarter
Arten delas in i följande underarter:
- E. a. alboguttata
- E. a. daisenica